# Campionato mondiale femminile under 19 di pallavolo
Il campionato mondiale femminile under 19 di pallavolo è una competizione pallavolistica per squadre nazionali, riservata a giocatrici con un'età inferiore di 19 anni, organizzata con cadenza biennale dalla FIVB.
Dal 1989 al 2021 la competizione è stata riservata a giocatrici con un'età inferiore di 18 anni.

## Edizioni
| Edizione                                                                   | Edizione         | Podio            | Podio           | Podio            |
| Anno                                                                       | Organizzatore    | Campione         | Seconda         | Terza            |
| -------------------------------------------------------------------------- | ---------------- | ---------------- | --------------- | ---------------- |
| Dal 1989 al 2021 la competizione è stata riservata alle nazionali under 18 |                  |                  |                 |                  |
| 1989 Dettagli                                                              | Brasile          | Unione Sovietica | Brasile         | Giappone         |
| 1991 Dettagli                                                              | Portogallo       | Corea del Sud    | Brasile         | Unione Sovietica |
| 1993 Dettagli                                                              | Cecoslovacchia   | Russia           | Giappone        | Corea del Sud    |
| 1995 Dettagli                                                              | Francia          | Giappone         | Russia          | Italia           |
| 1997 Dettagli                                                              | Thailandia       | Brasile          | Russia          | Italia           |
| 1999 Dettagli                                                              | Portogallo       | Giappone         | Brasile         | Corea del Sud    |
| 2001 Dettagli                                                              | Croazia          | Cina             | Brasile         | Polonia          |
| 2003 Dettagli                                                              | Polonia          | Cina             | Italia          | Brasile          |
| 2005 Dettagli                                                              | Macao            | Brasile          | Russia          | Italia           |
| 2007 Dettagli                                                              | Messico          | Cina             | Turchia         | Russia           |
| 2009 Dettagli                                                              | Thailandia       | Brasile          | Serbia          | Belgio           |
| 2011 Dettagli                                                              | Turchia          | Turchia          | Cina            | Serbia           |
| 2013 Dettagli                                                              | Thailandia       | Cina             | Stati Uniti     | Brasile          |
| 2015 Dettagli                                                              | Perù             | Italia           | Stati Uniti     | Cina             |
| 2017 Dettagli                                                              | Argentina        | Italia           | Rep. Dominicana | Russia           |
| 2019 Dettagli                                                              | Egitto           | Stati Uniti      | Italia          | Brasile          |
| 2021 Dettagli                                                              | Messico          | Russia           | Italia          | Stati Uniti      |
| Dal 2023 la competizione è riservata alle nazionali under 19               |                  |                  |                 |                  |
| 2023 Dettagli                                                              | Croazia Ungheria | Stati Uniti      | Turchia         | Italia           |
| 2025 Dettagli                                                              | Croazia Serbia   | Bulgaria         | Stati Uniti     | Polonia          |

## Medagliere
| Pos. | Squadra          | 1º posto | 2º posto | 3º posto | Totale |
| ---- | ---------------- | -------- | -------- | -------- | ------ |
| 1    | Cina             | 4        | 1        | 1        | 6      |
| 2    | Brasile          | 3        | 4        | 3        | 10     |
| 3    | Italia           | 2        | 3        | 4        | 9      |
| 4    | Russia           | 2        | 3        | 2        | 7      |
| 5    | Stati Uniti      | 2        | 3        | 1        | 6      |
| 6    | Giappone         | 2        | 1        | 1        | 4      |
| 7    | Turchia          | 1        | 2        | -        | 3      |
| 8    | Corea del Sud    | 1        | -        | 2        | 3      |
| 9    | Unione Sovietica | 1        | -        | 1        | 2      |
| 10   | Bulgaria         | 1        | -        | -        | 1      |
| 11   | Serbia           | -        | 1        | 1        | 2      |
| 12   | Rep. Dominicana  | -        | 1        | -        | 1      |
| 13   | Polonia          | -        | -        | 2        | 2      |
| 14   | Belgio           | -        | -        | 1        | 1      |